# Marcel de Chollet
Marcel de Chollet ou Marcel Chollet, né le 26 octobre 1855 et mort le 30 juillet 1924 à Genève, est un peintre suisse de la Belle Époque dont la famille est originaire de Fribourg. Il est surtout connu pour ses décors muraux et ses plafonds peints dans des lieux publics en Suisse et à Paris.

## Biographie
Joseph Charles Victor Marcel Chollet, fils de l'architecte fribourgeois Charles Joseph de Chollet et Angèle née Huit, est né à Morges le 16 octobre 1855. Il fait un apprentissage de peintre décoratif dans l'atelier de Borchgrave et Bidan. Il s'inscrit ensuite à l'École nationale supérieure des beaux-arts de Paris où il suit le cours de peinture décorative de Pierre-Victor Galland. Il s'installe à Paris dans un atelier au 17 rue Victor-Massé à Montmartre.
Entre 1883 et 1898, de Chollet expose des natures mortes et dessins dans les salons d'art de Suisse, au Musée d'art et d'histoire de Fribourg, au Musée d'art et d'histoire de Genève et au Musée Rath. Ses œuvres ont également été exposées à Paris au Salon des artistes français. En 1903, Marcel de Chollet reçoit la mention du Salon. 
Marcel de Chollet s'est fait connaître pour ses décorations dans les édifices publics à Paris (restaurant de l'Hôtel Terminus) ou en Suisse. Certaines ont disparu, en particulier celles des Grands Magasins du Louvre, détruites lors de l'incendie de 1974. Cependant, parmi les œuvres qui ont survécu jusqu'à ce jour, le décor de 1885, sa première commande, pour le Tribunal fédéral suisse à Lausanne. Le décor de 1895, pour la salle de bal de l' Hôtel des Alpes-Grand Hôtel de Territet, les peintures allégoriques du bureau du Président du Conseil national au Palais fédéral de Berne. La salle de lecture du Palais de Rumine à Lausanne de 1905. Les plafonds et panneaux décoratifs du Montreux Palace Hôtel à Montreux de 1906. Ou encore, l'aménagement de la Salle del Castillo du Casino du Rivage à Vevey 1908.